# Церква святих апостолів Петра і Павла (Надорожнів)
Церква святих апостолів Петра і Павла в Надорожневі — парафія і храм Бережанського благочиння Тернопільської єпархії Православної церкви України в селі Надорожнів Тернопільського району Тернопільської области.
Оголошена пам'яткою архітектури місцевого значення.

## Історія церкви
Будівництво храму розпочалося у 1925 році і тривало два роки. Тоді громада складалася з 30 родин. Головним будівельним майстром був Дидик, житель села Лісники. Храм зводили спільними зусиллями українська та польська громади. У ньому зберігається стародавнє Євангеліє, якому понад 250 років.
Перше хрещення відбулося у 1927 році. У 1962 році святиню закрили, і вона не діяла до 1988 року. З того часу храм щонеділі та у свята знову відкриває свої двері для богослужінь.

## Парохи
- о. Іван Бачинський,
- о. Теодор Кордуба,
- о. Степан Качала,
- о. Василь Дубицький,
- о. Володимир Шанайда,
- о. Константин Висоцький,
- о. Осип Миколо,
- о. Василь Посольський,
- о. Василь Дубовий,
- о. Олексій Блажків,
- о. Михайло Будник,
- о. Роман Мороко,
- о. Іван Пилипишин,
- о. Іван Рутковський,
- о. Омелян Легета.
- о. Роман Михно[джерело?].